# Stillheten
Stillheten är en teaterpjäs av Lars Norén från 1984.

## Om pjäsen
Stillheten utgör tredje delen av den pjästrilogi, som blev Noréns stora genombrott som dramatiker på 1980-talet. I likhet med de två föregående, Natten är dagens mor och Kaos är granne med Gud, är den en till stor del självbiografisk berättelse om författarens egen uppväxt i en dysfunktionell familj på faderns arrenderade landsortshotell i skånska byn Genarp och samma slags konfliktförhållanden och problematik upprepar sig från de tidigare pjäserna. Fadern Ernst kämpar, tillsammans med familjen, med sina perioder av alkoholproblem, vistelser på sjukhus och dålig ekonomi. Hustrun Lena är cancersjuk med kort tid kvar att leva. Äldste sonen Ingemar söker sin väg ut till ett eget liv och med ett jazzintresse. Yngre brodern John (Lars Noréns alter ego) har 15 år gammal flyttat till Stockholm, där hans liv har erbjudit blandade erfarenheter och psykisk instabilitet. Pjäsen utspelar sig på hotellet en varm sommardag och kväll i augusti 1963. John har just återvänt och berättar om hur han debuterat som poet, har varit regiassistent åt Bengt Ekerot på Dramaten i Eugene O'Neills familjedrama Lång dags färd mot natt (Norén var själv regiassistent men för en annan pjäs där) och assistent åt den danske storregissören Carl Theodor Dreyer i Köpenhamn i ett Kristus-filmprojekt, där han erbjöd sig att låta sig korsfästas på riktigt. Hotellets hushållerska Martha utgör en lockelse och en stabil tröstare för männen i den varma stilla sommardagen.
Lång dags färd mot natt har varit en livslång inspirationskälla för Lars Noréns skrivande och man kan se såväl Stillheten som hela trilogin som en liknande slitsam dags färd mot en nattens frid. Eller kan man möjligen se trilogin som ett slags världsligt passionsdrama med konfrontatoriska slitningar, "korsfästelse" och slutligen "uppståndelse" för såväl John som hela familjen. Det vilar en sorts accepterande större frid över Stillhetens sensommardag, likt ett annalkande "lugn efter stormen" och öppningar till en ny livssituation för dem alla. Ateisten Norén menar att en mänsklig Uppståndelse måste ske före dödens avslutning, inte efter döden och så kan Stillhetens "sakralare" form möjligen uppfattas, dock inte utan de vanliga slitningarna.
I likhet med Noréns övriga dramatik utgör pjäsen ett omfattande textmaterial med en speltid på flera timmar, varför man brukar stryka ned texten till en egen bearbetningsversion för varje uppsättning. Därför kan innehållet delvis variera mellan olika produktioner. Även rollernas namn varierar mellan de olika pjäserna, trots att det handlar om samma familj och miljö.

### Produktionshistorik
Även om Stillheten ingår i trilogin har den normalt spelats separat från de andra pjäserna. Den hade urpremiär på Dramatens Lilla scen 10 september 1988 i regi av Christian Tomner, som sedan också satt upp den på Helsingborgs stadsteater i januari 2015.     På Stockholms stadsteater väckte den också uppmärksamhet i Eirik Stubøs mer icke-naturalistiska produktion med det tomma scengolvet överstrött av manussidor i februari 2011.

### Uruppsättningens rollbesättning
- Ernst – Jan Malmsjö
- Lena – Marie Göranzon
- Ingemar – Rolf Skoglund
- John – Pontus Gustafsson
- Märtha, hushållerskan – Gerthi Kulle

- Regi: Christian Tomner
- Scenografi & kostym: Jan Nordqvist